# Брюстер (Нью-Йорк)
Брюстер (англ. Brewster) — селище (англ. village) в США, в окрузі Патнем штату Нью-Йорк. Населення — 2508 осіб (2020).

## Географія
Брюстер розташований за координатами 41°23′55″ пн. ш. 73°36′52″ зх. д. / 41.39861° пн. ш. 73.61444° зх. д. (41.398650, -73.614401).  За даними Бюро перепису населення США в 2010 році селище мало площу 1,22 км², з яких 1,21 км² — суходіл та 0,01 км² — водойми.

## Демографія
Згідно з переписом 2010 року, у селищі мешкало 2390 осіб у 862 домогосподарствах у складі 463 родин. Густота населення становила 1957 осіб/км².  Було 961 помешкання (787/км²).
Расовий склад населення:
| - 75,7 % — білих - 3,4 % — азіатів - 2,9 % — чорних або афроамериканців - 0,6 % — корінних американців - 0,5 % — вихідців з тихоокеанських островів - 12,8 % — осіб інших рас |

До двох чи більше рас належало 3,9 %. Частка іспаномовних становила 56,0 % від усіх жителів.
За віковим діапазоном населення розподілялося таким чином: 19,0 % — особи молодші 18 років, 73,4 % — особи у віці 18—64 років, 7,6 % — особи у віці 65 років та старші. Медіана віку мешканця становила 32,7 року. На 100 осіб жіночої статі у селищі припадало 161,2 чоловіків;  на 100 жінок у віці від 18 років та старших — 170,5 чоловіків також старших 18 років.
Середній дохід на одне домашнє господарство  становив 57 741 долар США (медіана — 49 917), а середній дохід на одну сім'ю — 65 154 долари (медіана — 52 159). Медіана доходів становила 29 853 долари для чоловіків та 33 333 долари для жінок. За межею бідності перебувало 19,7 % осіб, у тому числі 17,8 % дітей у віці до 18 років та 0,0 % осіб у віці 65 років та старших.
Цивільне працевлаштоване населення становило 1209 осіб. Основні галузі зайнятості: науковці, спеціалісти, менеджери — 25,0 %, роздрібна торгівля — 15,3 %, будівництво — 14,9 %.